# Коршунов Андрій Володимирович (вершник)
Ко́ршунов Андрі́й Володи́мирович (рос. Коршунов Андрей Владимирович нар. 22 серпня 1965, м. Куйбишев, Новосибірська область, СРСР) — радянський та російський вершник, що спеціалізується на змаганнях з триборства. Член президії Федерації кінного спорту Росії (з 2011). Учасник Олімпійських ігор (2012). Майстер спорту (2002).

## Біографія
Андрій Коршунов народився у місті Куйбишев, що знаходиться у Новосибірській області Росії. Кінним спортом почав займатися у віці 11-ти років, а вже наступного року брав участь у національних змаганнях серед вершників свого віку. Особливих успіхів за часів СРСР не досяг. Розквіт Коршунова, як спортсмена, припав на початок XXI століття.
У травні 2002 року на регіональному чемпіонаті Росії у Рязані Коршунов виконав норматив майстра спорту. Того ж року він разом з однодумцями заснував кінно-спортивний клуб «Авангард», який діяв на базі Самарського іподрому. Станом на 2008 рік верховою їздою у клубі займалися близько 300 дітей.
У 2006 та 2007 роках російський вершник двічі перемагав на етапах Кубка світу, проте першим найбільшим турніром у кар'єрі Коршунова став Чемпіонат Європи з триборства 2007, що проходив у долині Пратоні дель Віваро в Італії. Він показав найкращий результат серед усіх російських вершників, посівши 30-те місце у особистому заліку. Напередодні Олімпіади 2008 року в Пекіні Андрій Володимирович здобув ліцензію та навіть перебував серед учасників олімпійського «карантину», однак тренерська рада збірної Росії з кінного спорту вирішила взяти на Ігри іншого вершника. До того ж виникли й проблеми іншого характеру — через продаж землі, на якій знаходилися стайні КСК «Авангард», Коршунов змушений був місцем свого базування обрати селище Мирний, що у Самарській області.
18 травня 2011 року на позачерговому засіданні Федерації кінного спорту Росії Андрія Коршунова було обрано до президії федерації, як представника Приволзького федерального округу Росії.
На Олімпійських іграх 2012 у Лондоні Андрій Коршунов та Fabiy не змогли кваліфікуватися до фінального раунду змагань з триборства, посівши підсумкове 53-тє місце у індивідуальному заліку.

## Особисте життя
Андрій Коршунов закінчив Самарську державну сільськогосподарську академію. Одружений з власним тренером Галиною Коршуновою. Має трьох дітей — Олексія, Андрія та Альону. Олексій Коршунов пішов шляхом батьків та пов'язав своє життя з кінним спортом. Був членом юнацької збірної Росії з триборства.
У вільний від спорту час Андрій Володимирович цікавиться автомобілям, любить переглядати радянські кінострічки. Улюбленими акторами вершника є Василь Шукшин та Олена Яковлева. У музиці перевагу надає російським рок-гуртам «Машина времени» та «Nautilus Pompilius».

## Спортивні результати
| Рік  | Змагання                           | Місто               | Кінь  | МО | МК |
| ---- | ---------------------------------- | ------------------- | ----- | -- | -- |
| 2012 | Літні Олімпійські ігри 2012        | Лондон              | Fabiy | 53 | -  |
| 2007 | Чемпіонат Європи з триборства 2007 | Пратоні дель Віваро | Fabiy | 30 | 10 |